# 中國國民黨中央委員會組織發展委員會海外部
中國國民黨中央委員會組織發展委員會海外部，簡稱國民黨海外部，為中國國民黨中央委員會組織發展委員會轄下部門之一，負責海外組織、僑團聯繫等工作。現任主任為陳以信。

## 沿革
原為中國國民黨中央執行委員會海外部。1950年中國國民黨遷臺後進行改造，中央第三組負責海外地區之組織工作。1972年改組為中央海外工作會，職司指導、主辦、襄助海外地區各種各級黨部之組織、訓練、宣傳、僑運、國民外交及對匪鬥爭工作。2000年總統大選失利後改造縮編為組織發展委員會海外部。

## 職責
根據《中國國民黨海外黨務組織規程》，中國國民黨海外所有組織統稱為海外黨部，以中央委員會組織發展委員會海外部為總部。